# 由利本荘市立道川小学校
由利本荘市立道川小学校（ゆりほんじょうしりつ みちかわしょうがっこう）は、秋田県由利本荘市にあった公立小学校。

## 概要
1874年（明治7年）創立。1914年（明治37年）に道川尋常小学校と改称。1941年（昭和16年）に道川国民学校と改称、1947年（昭和22年）に道川村立道川小学校と改称、2005年（平成17年）由利本荘市誕生により、由利本荘市立道川小学校に改称した。2014年、由利本荘市立亀田小学校、由利本荘市立松ヶ崎小学校と共に、由利本荘市立岩城小学校へ統合に伴い、閉校した。

## 沿革
注釈のない限り、公式ページから引用。
- 1874年（明治7年）
  - 6月10日 - 二古小学校が開校。
  - 11月16日 - 内道川小学校が開校。
- 1875年（明治8年）
  - 5月1日 - 勝手小学校が開校。
  - 6月5日 - 君ケ野小学校が開校。
- 1900年（明治13年）9月2日 - 二古小学校と勝手小学校が分校に移行。
- 1909年（明治22年）
  - 4月10日 - 君ケ野小学校が分校に移行。
  - 6月1日 - 3分校が独立し、修業年限が3年となる。
- 1914年（明治37年）
  - 1月5日 - 現位置に新校舎落成。
  - 11月17日 - 「道川尋常小学校」に改称。
- 1918年（明治41年）11月14日 - 二古、勝手、君ケ野尋常小学校を統合。
- 1922年（大正11年）10月30日 - 学制発布50周年記念式を開催。
- 1923年（大正12年）11月16日 - 創立50周年記念式典を開催。
- 1934年（昭和9年）11月16日 - 創立60周年記念式典を開催。
- 1941年（昭和16年）4月1日 - 国民学校令施行に伴い、「道川国民学校」に改称。
- 1947年（昭和22年）4月1日 - 学校教育法施行に伴い、「道川村立道川小学校」に改称。
- 1954年（昭和29年）11月23日 - 創立80周年記念式典を開催。
- 1955年（昭和30年）7月28日 - 町村合併により、「岩城町立道川小学校」に改称。
- 1958年（昭和33年）3月20日 - 体育館を落成。
- 1959年（昭和34年）2月28日 - 校歌を制定。
- 1961年（昭和36年）6月1日 - 給食室を落成し、給食を開始。
- 1964年（昭和39年）11月16日 -  創立90周年記念式典を開催。
- 1970年（昭和45年）7月31日 -  校舎を改築し、2学期より正常授業を開始。
- 1971年（昭和46年）10月8日 - 中庭の庭園が完成。
- 1973年（昭和48年）7月20日 - 25mプールを落成。
- 1974年（昭和49年）11月1日 - 創立100周年記念式典を開催。仁部先生顕彰碑、国旗掲揚などを設置[1]。
- 1983年（昭和58年）8月 - グランドを拡張。
- 1985年（昭和60年）
  - 6月 - 体育館を改築。
  - 11月9日 - 体育館改築落成竣工式を開催。
- 1987年（昭和62年）
  - 4月 - グランド改修工事を実施。
  - 9月19日 - 給食棟を改築。
- 1989年（平成元年）9月 - 校舎を大規模改修。
- 1993年（平成5年）10月20日 - 食堂を増築。
- 1994年（平成6年）
  - 1月20日 - 多目的スペースを設置。
  - 11月13日 - 創立120周年記念式典を開催。
- 1996年（平成8年）4月 - グランド改修工事および掲揚ポール工事を実施。
- 1999年（平成11年）7月 - ドリーム学習を、同年11月まで行う（サンドクラフト、ロケット大会）。
- 2004年（平成16年）10月23日 - 創立130周年学習発表会を開催。PTA記念植樹を実施。
- 2005年（平成17年）3月22日 - 市町合併により、「由利本荘市立道川小学校」に改称。
- 2006年（平成18年）4月1日 - 3学期制から2学期制に移行。
- 2008年（平成20年） - 小中合同で道川海岸クリーンアップ活動を実施[2]
- 2011年（平成23年） - バドミントンクラブが全国大会出場。野球クラブが全県大会出場[2]。
- 2012年（平成24年） - WRO中央地区予選で特別賞を受賞[2]。
- 2013年（平成25年）11月16日 - 閉校記念式典を開催[3]。
- 2014年（平成26年）3月31日 - 閉校。

## 校歌
作詞：大内瑛二郎、作曲：大山会三郎

## 児童数・学級数
| 年度               | 男子 | 女子 | 計  | 増減 | 学級数 | 増減 | 備考           | 出典   |
| ------------------ | ---- | ---- | --- | ---- | ------ | ---- | -------------- | ------ |
| 2003（平成15）年度 | 105  | 115  | 220 |      | 8      |      |                | [ 6 ]  |
| 2004（平成16）年度 | 93   | 105  | 198 | -32  | 7      | -1   | 創立130周年    | [ 7 ]  |
| 2005（平成17）年度 | 93   | 98   | 191 | -7   | 6      | -1   | 由利本荘市誕生 | [ 8 ]  |
| 2006（平成18）年度 | 92   | 90   | 182 | -9   | 7      | +1   |                | [ 9 ]  |
| 2007（平成19）年度 | 88   | 88   | 176 | -6   | 7      | 0    |                | [ 10 ] |
| 2008（平成20）年度 | 89   | 90   | 179 | +3   | 7      | 0    |                | [ 11 ] |
| 2009（平成21）年度 | 91   | 85   | 176 | 0    | 6      | -1   |                | [ 12 ] |
| 2010（平成22）年度 | 89   | 79   | 168 | -8   | 6      | 0    |                | [ 13 ] |
| 2011（平成23）年度 | 81   | 73   | 154 | -14  | 7      | +1   |                | [ 14 ] |
| 2012（平成24）年度 | 87   | 68   | 155 | +1   | 7      | 0    |                | [ 15 ] |
| 2013（平成25）年度 | 84   | 69   | 153 | -2   | 7      | 0    | 閉校           | [ 16 ] |